# Historia de la historieta

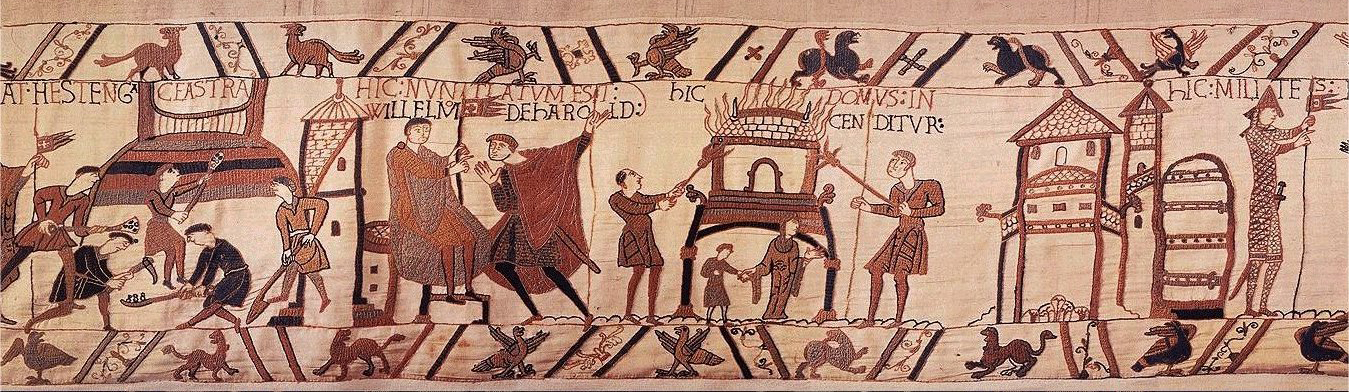
Un fragmento del Tapiz de Bayeux.

La historia de la Historieta es controvertida, dado que existe una fuerte discusión sobre sus inicios, en función de si se usa una definición más o menos restrictiva.
Algunas pinturas murales egipcias como la Tumba de Menna, catalogada como TT69 en la Necrópolis Tebana, (c. 1422-1411 aC), ciertas pinturas griegas y algunos relieves romanos como la famosa Columna de Trajano -incluso algunas pinturas rupestres o los códice maies- podrían ajustarse a la definición de cómic: "dibujos o figuras representando actividades o acciones", algunas de ellas incluso tienen escenas separadas, que siguen una secuencia en el tiempo.

## Antes de la imprenta

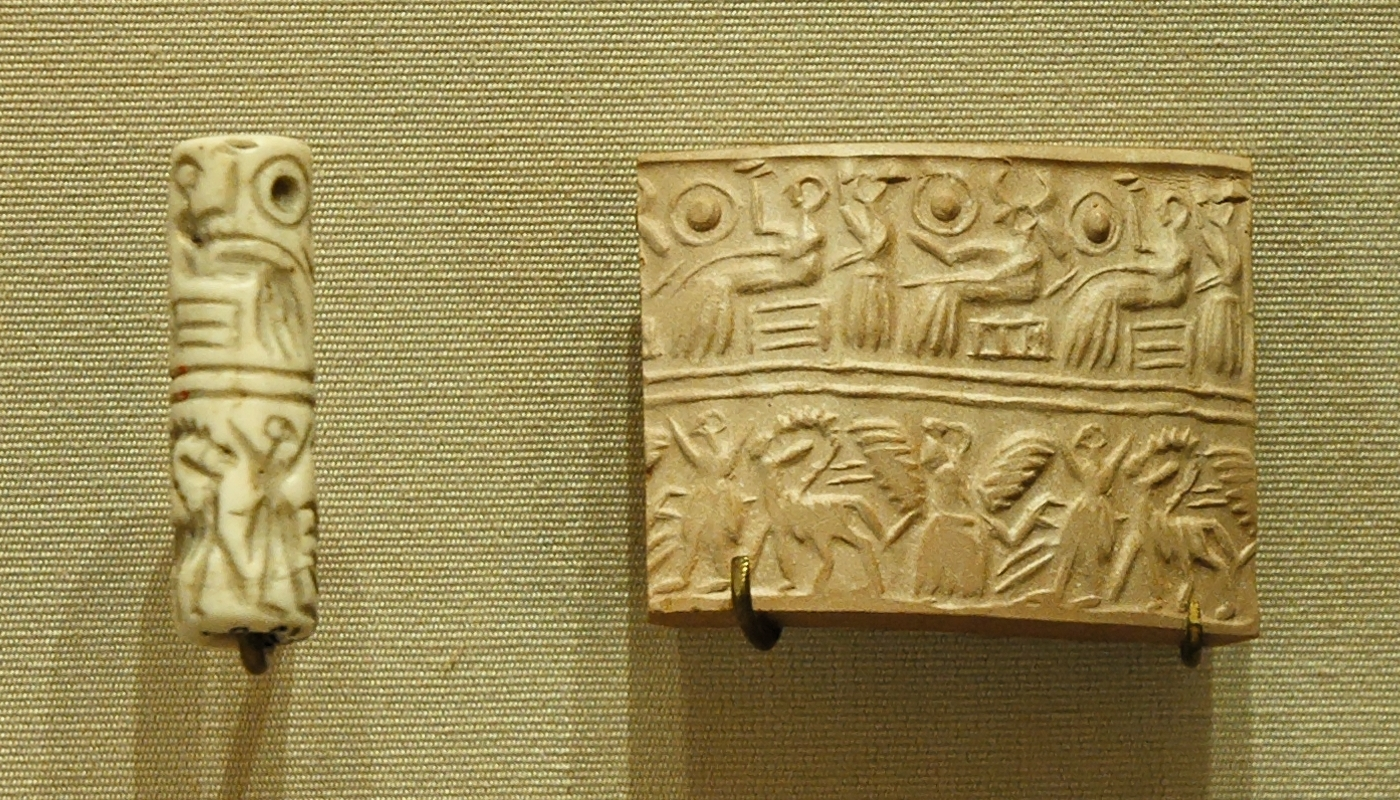

La necesidad de comunicación más allá de la comunicación oral directa fomenta la aparición de varios sistemas de representación gráfica más o menos estandarizados ( pictogramas) que en algunos casos acabarían evolucionando en forma de escritura ( véase: historia de la escritura). En Mesopotamia, ya hacia el 8.500aC, están los llamados calculi, unas fichas de arcilla con diversas formas geométricas y representaciones de animales que se guardaban en recipientes tapados, posiblemente para contabilizar las cosechas y el ganado, posteriormente aparecen los sellos cilíndricos, que servían para imprimir símbolos y dibujos sobre arcilla o soportes similares (encontramos un sistema similar en la  cultura del valle del Indo). Estos sellos se van perfeccionando y adquieren más detalle y complejidad durante las primeras dinastías  sumerias, también se añaden separaciones entre las franjas de los dibujos, formando una tira.
En el Antiguo Egipto, los primeros hechos que se han encontrado representados son unos petroglifos que datan de la época del primer  rey Escorpión (hace más de 5000 años), algo más tarde encontramos las representaciones a los fines de maza y las paletas de varios soberanos  protodinástico y del  período arcaico, como la paleta de Narmer y la cabeza de maza del segundo  rey Escorpión, expuesto al  Museo Ashmolean. La necesidad de los soberanos egipcios de narrar su propia historia y hazañas, sobre todo en templos y tumbas, y la de los sacerdotes y el resto de altos funcionarios y nobles sobre ellos mismos y sobre su religión lleva a la creación una serie de obras artísticas donde se combinan dibujos y textos  jeroglíficos, a menudo decoradas y estructuradas narrativamente mediante elementos arquitectónicos y otros elementos decorativos como cenefas y franjas de colores. Existen muchos ejemplos, algunos de los cuales son:

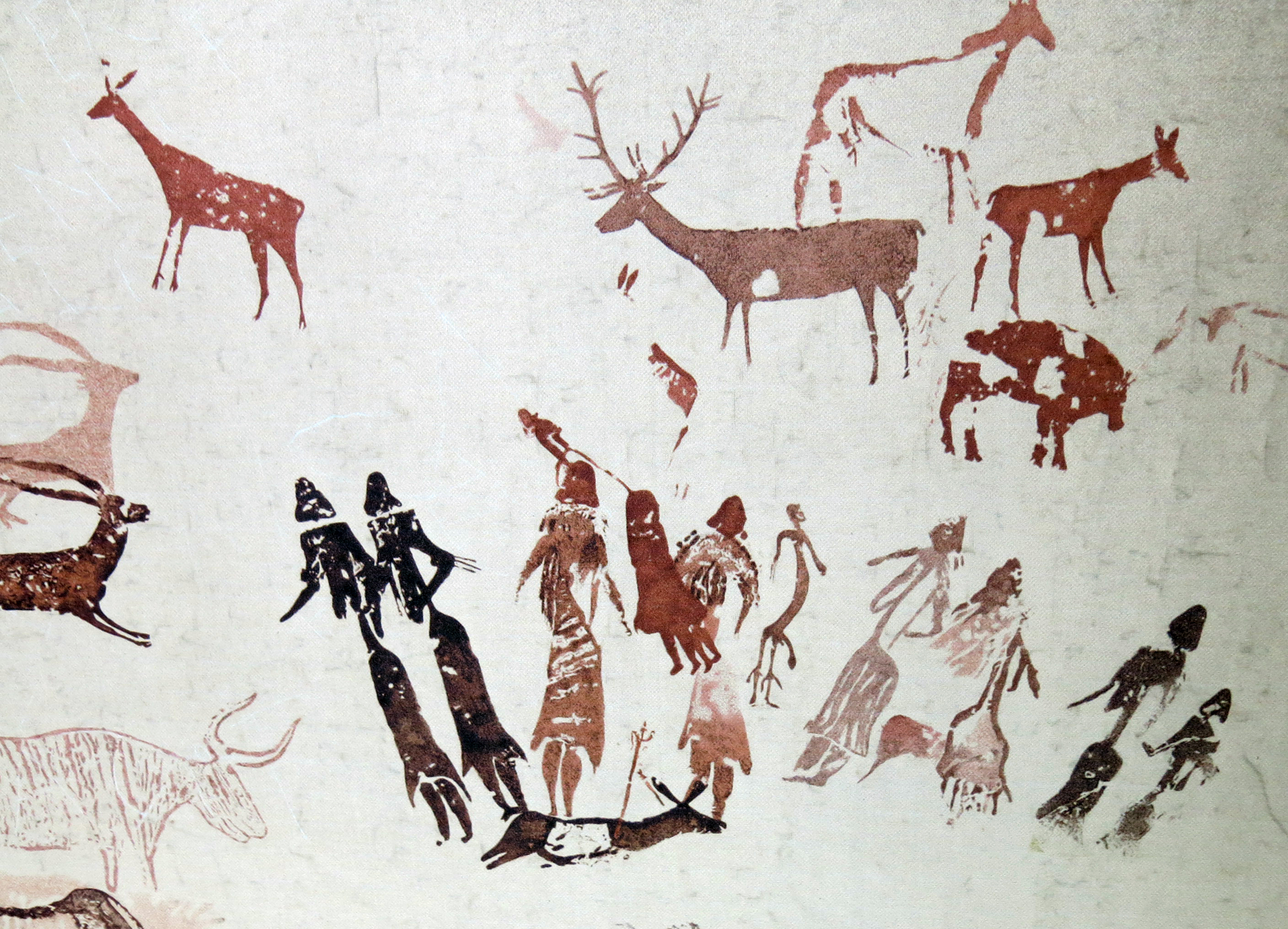
Danza de Cogul, Lleida
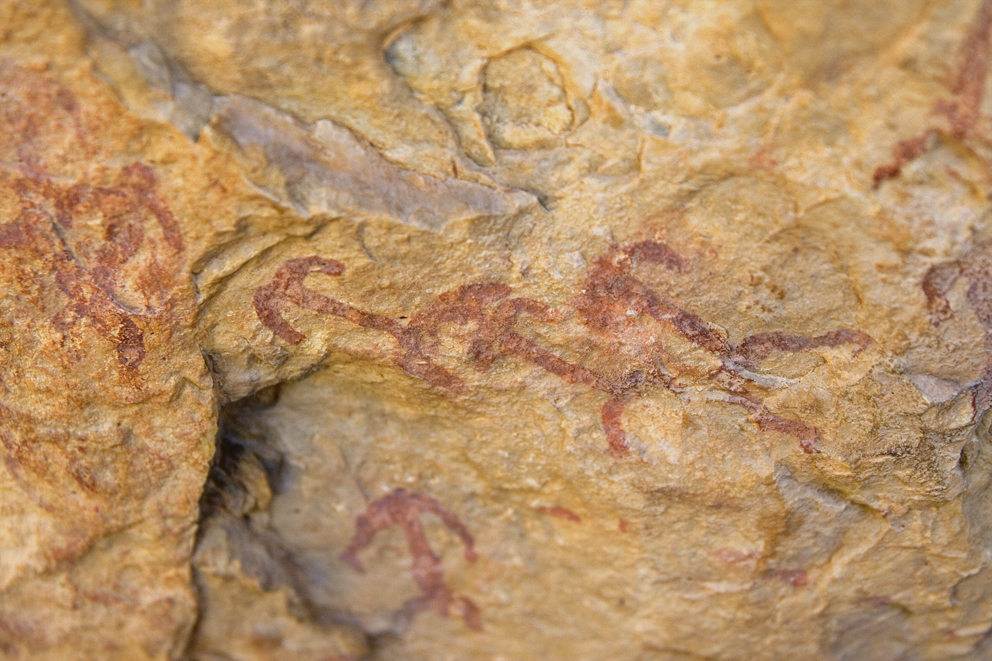
Escena de caza pintada por bosquímanos del sur de África
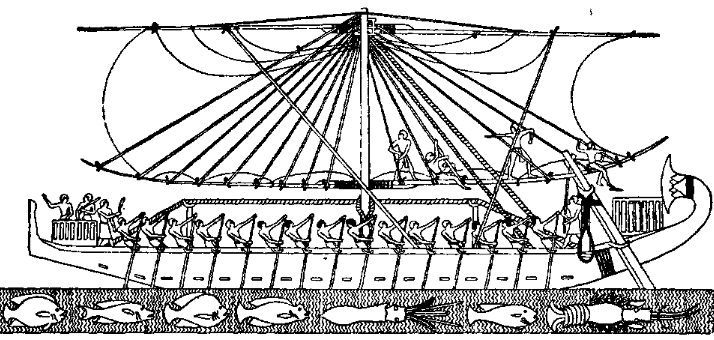
Detalle de la expedición al País de Punt de Hatshepsut copiado del templo de la reina en Deir el-Bahari.
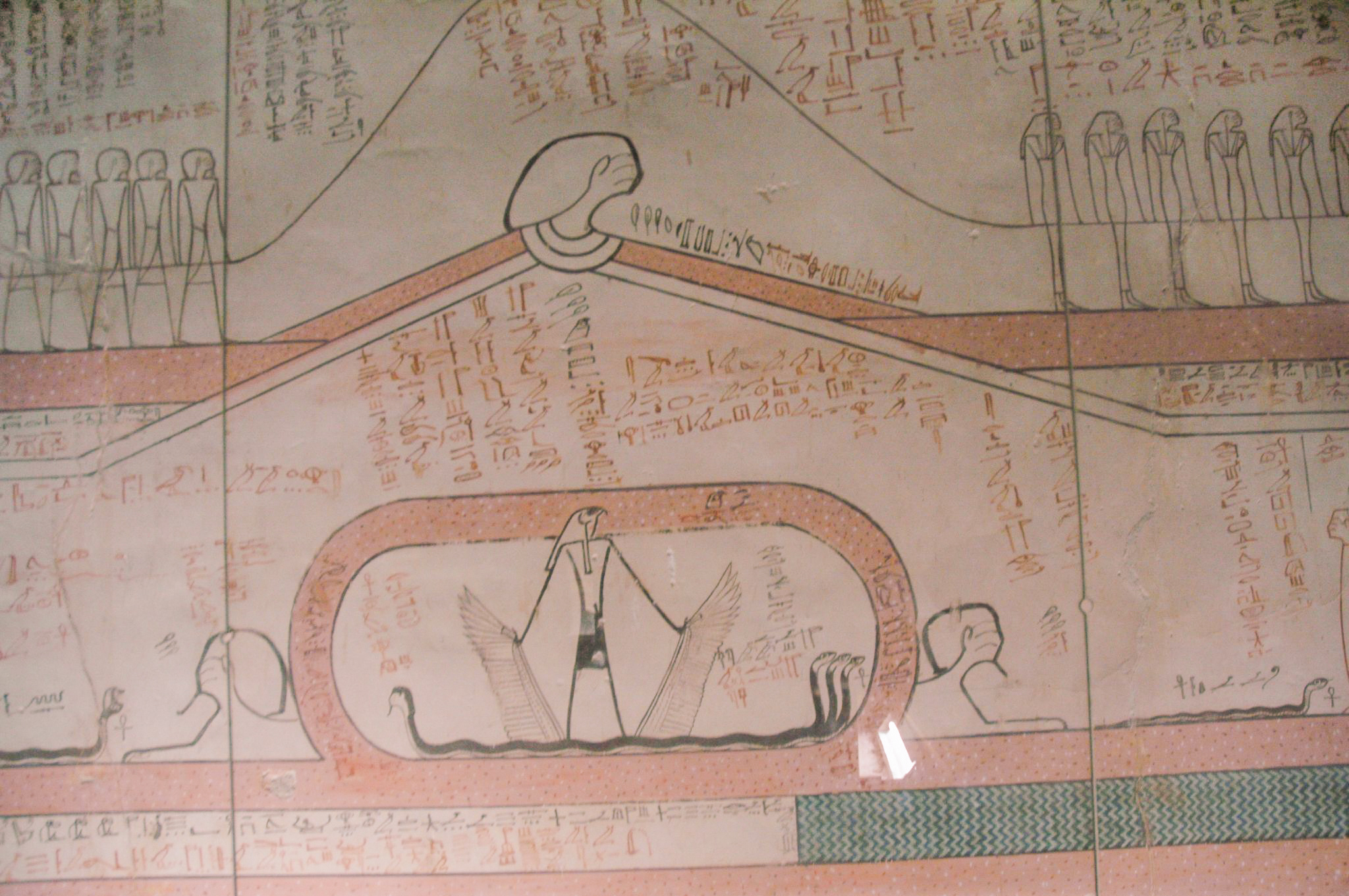
Detalle de los murales de la KV34, tumba de Tutmosis III.
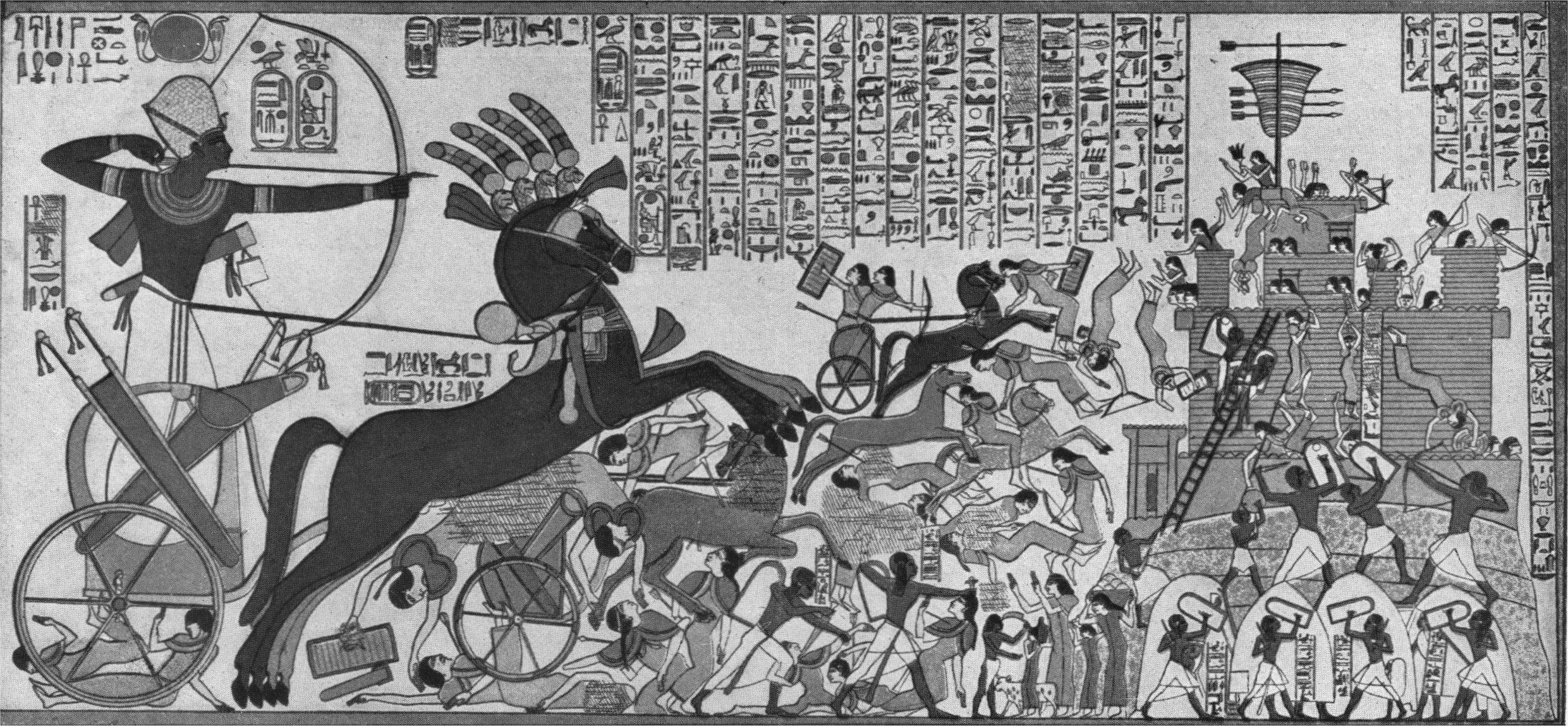
Copia de imagen en el templo de Ramsés II en Tebas
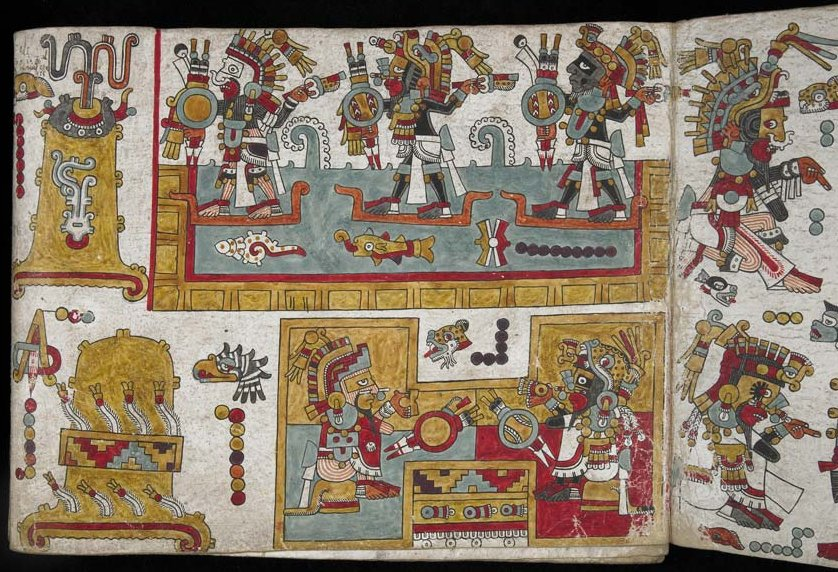
Còdex Nuttall, segle XV - XVI, Museo Británico.

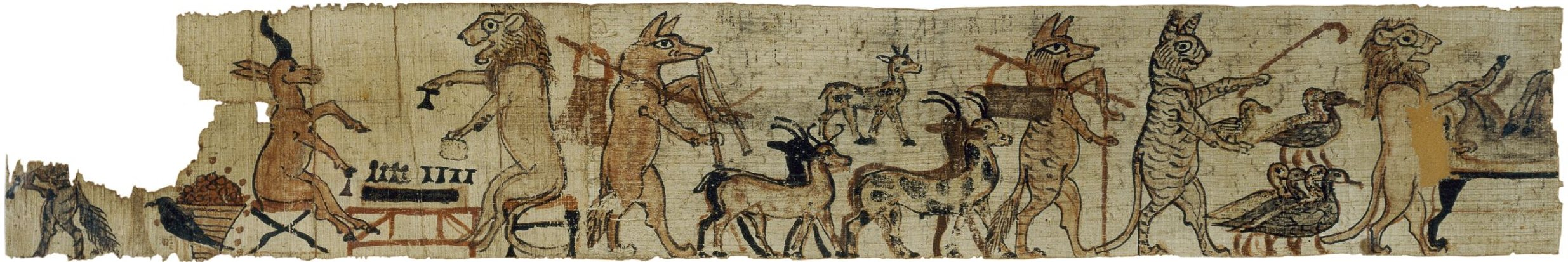
Papiro satírico egipcio, 1120 aC

En la Edad Media europea, la narración visual en las naves de las iglesias, como en los 24 compartimientos del vitral de la Catedral de Chartres, se desarrollaría todavía más en el extraordinario Tapiz de Bayeux (siglo XI), así como en la tradición de manuscritos iluminados representada por el Salterio de San Luis (1253-1270), la Biblia del cardenal Maciejowski (c. 1250), las Cantigas de Santa María (mediados del siglo XIII-1284), el Breviario de Felipe el Hermoso (c. 1300) o el Salterio Arundel (primera mitad del siglo XIV). También hay una tradición precolombina contemporánea, a la que pertenece el Códice Nuttall en escritura mixteca. 
Para teóricos como Oscar Masotta, el verdadero parecido entre la historieta moderna y sus parientes de antaño no comenzaría hasta finales del siglo XIV con la utilización en Europa del grabado en madera o xilografía, produciéndose libros como la famosa Biblia de los pobres o Biblia pauperum (1410-1420).

## Las primeras historietas impresas (sigloXVI-1845)

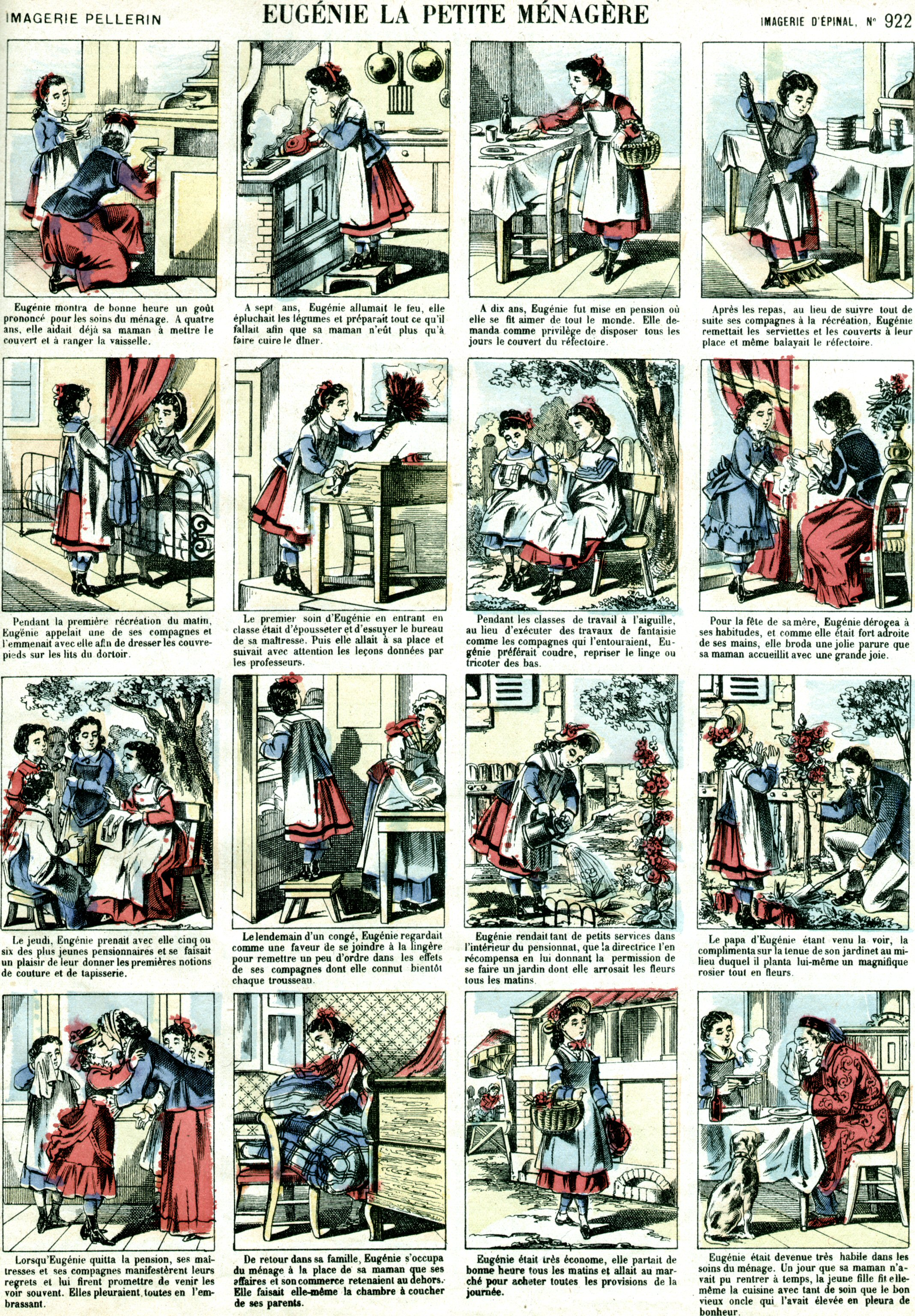
Imagen de Epinal.

La imprenta es el punto de partida de la historia del cómic para especialistas como David Kunzle o Pedro Porcel. Ésta se introdujo en Occidente gracias a Gutenberg en 1446, y ya desde el siglo XVI, en España, y luego otros países, comienzan a difundirse los pliegos de cordel y las aleluyas. Fuera de ésta, también suelen citarse El Primer Nueva coronica y buen gobierno (hacia 1615) de Felipe Guamán Poma de Ayala o las pinturas en serie del inglés William Hogarth (1697–1764), como A Harlot’s Progress (1732), A Rake’s Progress (1735) y Marriage A-la-mode (1745).
Fueron los humoristas gráficos ingleses del XVIII, como Isaac Cruikshank, los que desarrollaron el globo de diálogo en sus caricaturas para satirizar a sus gobernantes, pero probablemente el primer libro de historietas sea “Lenardo und Blandine” (1783) de Joseph Franz von Goez. La reproducción masiva del dibujo tampoco fue posible hasta 1789, año en que se inventó la litografía, ya que esta permite la impresión directa sobre la página sin ningún proceso humano intermedio, gracias a planchas resistentes a múltiples prensados. En 1796, Jean-Charles Pellerin inicia en Francia, concretamente en la región de Épinal, una industria de producción de estampas conocida como imágenes de Épinal.
Entre los pioneros de la primera mitad del siglo XIX, suelen citarse a Nordquist, Bilderdijk, Thomas Rowlandson (Dr Syntax), William Chacón y George Cruikshank, aunque el popularizador del cómic moderno es el franco-suizo Rodolphe Töpffer, quien publica en 1833 su Histoire de M. Jabot, a la que seguirían otros seis álbumes. Su Ensayo sobre fisionomía de 1845 es considerado como el primer texto teórico del medio.

## En la prensa de masas (1841-94)

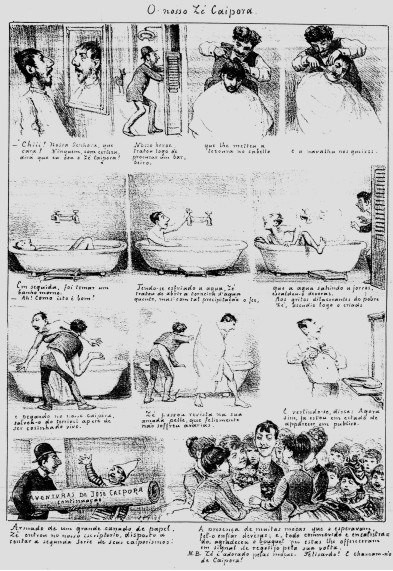
"O nosso Zé Caipora" de Agostini, en Revista Illustrada, Brasil (1886).

Hay estudios que consideran la historieta como un producto cultural de la modernidad industrial y política occidental que surgió en paralelo a la evolución de la prensa como primer medio de comunicación de masas, y buscan la primera entre las reproducidas en las revistas gráficas.
Así, en noviembre de 1830 la revista Le Caricature inauguraría la tradición contemporánea de la caricatura política lanzando una campaña contra Luis Felipe «El Rey Burgués» por medio de imágenes satíricas de nombres de la talla de Daumier o Gustave Doré. El testigo de Le Caricature sería recogido por Le Charivari que expurgó la crítica política en favor del molde de simple revista de humor. 
Inspirada en Le Charivari, la revista británica Punch (1841) fue el motor de la expansión mundial de la historieta al dirigirse a un nuevo sector aupado también por la revolución social e industrial: la infancia. El modelo de Punch fue imitado en todo el mundo, dando lugar en Alemania a Fliegende Blätter (1844) en la que debutaría el excepcional Wilhelm Busch, autor de Max und Moritz (1865); en Japón, a The Japan Punch (1862-87), y, lo que es más importante, en Estados Unidos, a Puck (1877), Judge (1881) y Life (1883), verdaderos campos de prueba en los que comenzaron, entre otros, Richard Felton Outcault y Frederick Burr Opper. 
Surgen también series con personajes fijos, como Ally Sloper, creado en 1867 para la revista británica Judy; Famille Fenouillard, creada por Christophe para Le Petit Français illustré en 1889, y Little Bears and Tigers, del estadounidense James Swinnerton en 1892. Al año siguiente, se incorpora el color en el suplemento dominical del New York World de Pulitzer. Otro destacado historietista francés es Caran d'Ache.

## La modernidad (1895-1928)

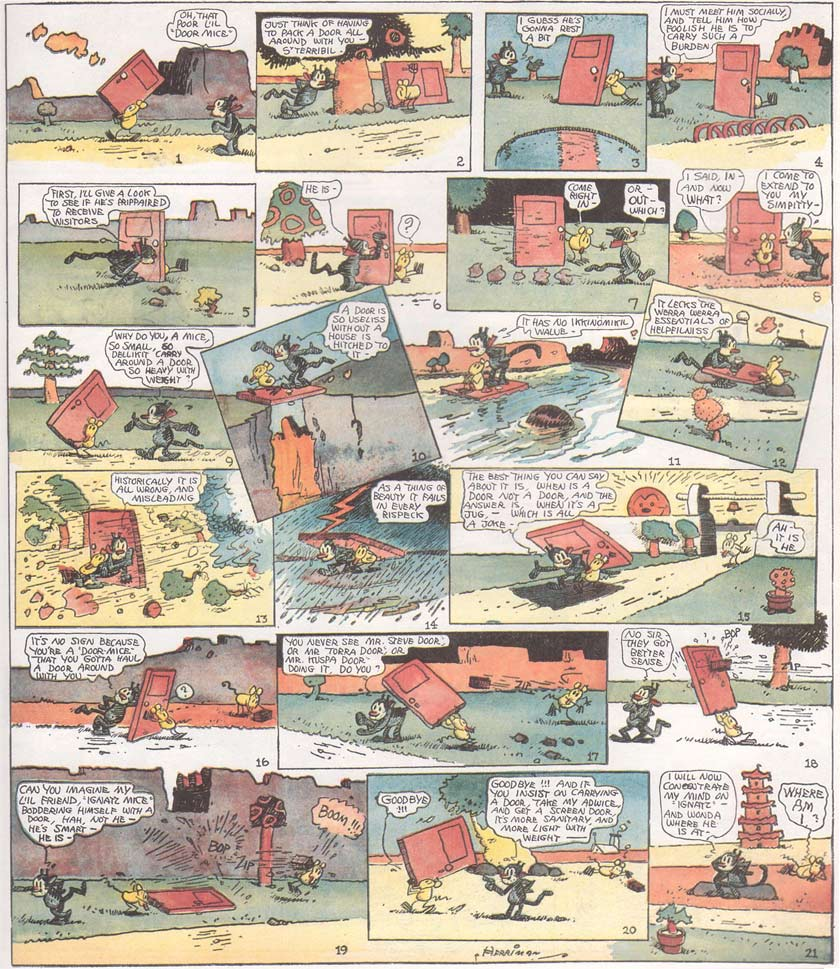
Dominical de Krazy Kat de 1922.

En los albores del siglo XX el principal centro de producción e innovación en el campo de la historieta fue EE.UU, ya que los principales editores del país, Hearst y Pulitzer, la usaron para atraer a todo tipo de público, niños y adultos, incluyendo a los inmigrantes que no sabían inglés. Llegaron hasta a luchar en los tribunales por su posesión y los tribunales sentenciaron en 1913 que un autor debía renombrar su serie si se pasaba con ella a otro periódico. W. R. Hearst también impulsó los recopilatorios de tiras y en 1914 fundó el Kings Feature Syndicate, la primera agencia para su distribución.
Las series germinales fueron Hogan's Alley (1895) de Outcault, protagonizada por The Yellow Kid, The Katzenjammer Kids (1897) de Rudolph Dirks, inspirada en Max y Moritz] de Busch, y Happy Hooligan (1899) de Frederick Burr Opper, que se sirven progresivamente de los globos de diálogo.
Surgen también series que exploran las posibilidades cromáticas y rítmicas de la página, amén de cierto surrealismo avant la lettre, como Little Nemo in Slumberland (1905) de McCay y Krazy Kat (1911) de Herriman. 
No obstante, las tiras más populares oscilan entre el humor físico del slapstick y el tratamiento de los problemas de adaptación a la modernidad de un grupo de personajes. El grupo podía ser una familia o una pareja, siempre polarizada entre un padre y su esposa o hijos o entre dos compañeros de diferente carácter. Los ejemplos más famosos son Mutt and Jeff (1908) de Bud Fisher, Polly and her pals (1912) de Cliff Sterret; Bringing up father (1913) de McManus, Thimble theater (1919) en la que Segar crearía a Popeye, y Gasoline Alley (1919) de Frank King. También surgen "girl strips", como Little Orphan Annie (1924) de Harold Gray.
En el resto del mundo, mientras tanto, siendo de destacar las originales novelas sin palabras de Frans Masereel y el surgimiento de revistas y suplementos infantiles como las británicas Chip y Comic Cuts, ambas de 1890; la brasileña "O Tico-Tico" (1905), la italiana Corriere dei piccoli (1908), la española TBO (1917) y la argentina Billiken (1919). En Japón, tras la labor pionera de Rakuten Kitazawa, triunfan historietas infantiles como Las aventuras de Shochan(1923) de Shousei Oda/Tofujin y Los Tres Mosqueteros con botas en la cabeza (1930) de Taisei Makino/Suimei Imoto El uso internacional de los globos no se generalizaría hasta la belga Zig et Puce (1925) de Alain Saint-Ogan.

## La aventura continúa (1929-42)

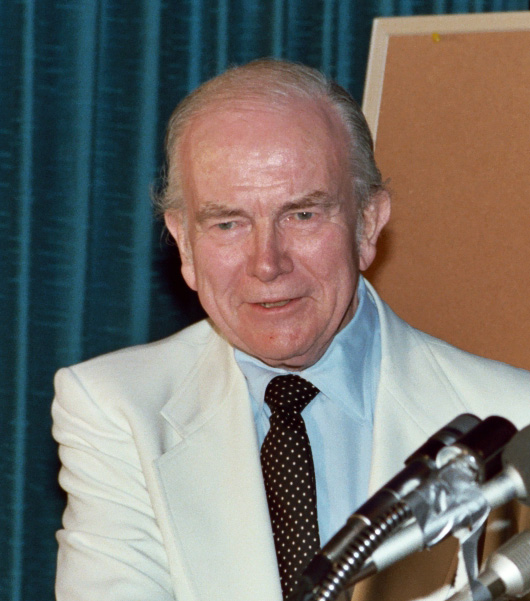
Milton Caniff en 1982.

La Gran Depresión de 1929 impulsaría una renovación temática y estilística en la historieta estadounidense, de tal manera que, a pesar de la aparición de notables series de comedia como Li’l Abner (1934) de Al Capp, los siguientes años estarían marcados por las tiras de aventuras, tras el éxito de Buck Rogers (1929) de Dick Calkins, Mickey Mouse (1930) de Floyd Gottfredson o Dick Tracy (1931) de Chester Gould, lo que propició que series anteriores como Wash Tubbs (1924) de Roy Crane, y Tim Tyler's Luck (1928) de Lyman Young, derivaran hacia el nuevo género.
Flash Gordon (1934) de Alex Raymond, Príncipe Valiente de Harold Foster y el Tarzán de Burne Hogarth, ambos de 1937, potenciarían un grafismo realista y elegante, cercano a la ilustración, en detrimento del grafismo caricaturesco habitual hasta entonces, pero, lo que es más importante, sustituyeron definitivamente lo episódico por la continuidad, tornando fundamental el suspense en la última viñeta para fidelizar lectores. 
Mientras tanto, Paul Winckler había fundado en 1928 y en París la agencia Opera Mundi para distribuir el cómic norteamericano en toda Europa. Ante revistas como Le Journal de Mickey (1934) sólo pudieron resistir:
- Las revistas franco-belgas como Junior o Coeurs Valliant que incluían una historieta de aventuras con un grafismo característico: Tintín, creado en 1929 por Hergé. Pronto se sumará a ellas Le Journal de Spirou, revista nacida en 1938 en Marcinelle (Bélgica), que hoy en día se sigue publicando y en la que habrán de trabajar todos los grandes maestros del cómic franco-belga.
- La italiana, donde el gobierno prohíbe en 1938 las series de EE. UU. y triunfa en su lugar Dick Fulmine de Vincenzo Baggioli y Carlo Cossio,[22] así como un nuevo formato apaisado, el cuadernillo de aventuras.
- La revista Beano en Gran Bretaña.

En Japón, por su parte, destacan series de aventuras infantiles como Speed Taro (1930-33) de Sako Shishido, Ogon Bat (1930, de Ichiro Suzaki/Takeo Nagamatsu y Las aventuras de Dankichi (1934), de Keizo Shimada, así como la tira Fuku-Chan (1936-), de Ryuichi Yokohama. 
También en 1934 se empezaría a distribuir Terry y los piratas de Milton Caniff, quién adoptó el nuevo lenguaje del cine tomando muchos de sus recursos como el plano americano e imitaciones del plano-secuencia, y llevó la lógica de la continuidad al extremo: las tiras diarias se conectaban entre sí y con el dominical pero, además, la serie se podía leer sólo con las páginas dominicales o, también, sólo con las diarias. 
El guionista Lee Falk desarrollaría series como The Phantom en 1936 y Mandrake el mago en 1939, pero la historieta en prensa comenzaría pronto a acusar un duro golpe, el de los comic-books con material original, que aunque surgidos en 1929 con "The Funnies", triunfarían gracias al éxito de los superhéroes, el primero de los cuales sería Superman en 1938 y al que siguen otros como Batman en 1939 o el Capitán América y La Mujer Maravilla, ambos en 1941. No muy diferentes de las más recientes tiras de aventuras, pronto se dejarán imbuir del espíritu bélico de la Segunda Guerra Mundial, presentando en muchas ocasiones nombres o uniformes relacionados con sus símbolos nacionales, y enfrentándose a los enemigos del país. Esto les permitió lograr un gran éxito comercial, pero también causaría el cierre de la mayoría de sus títulos al finalizar la guerra. Parecida suerte correrían historietas bélicas japonesas como Norakuro (1931-41) de Suihou Tagawa. Más renovador se muestra Spirit (1940) de Will Eisner.

## La Edad de Oro (1943-62)
Debido a la guerra, se prohibió la importación de "comic books" estadounidenses en el Imperio británico, lo que permite un breve florecimiento de la producción autóctona en Canadá o Australia. Tras el conflicto, la Historieta estadounidense se encuentra en su cénit, con unas ventas enormes y con un público compuesto por niños, adolescentes y adultos jóvenes, tanto masculinos como femeninos. Sin embargo, enseguida va a tropezar con graves limitaciones: de formato, para las tiras de prensa, y temáticas, para los comic books. 
- En la prensa, se impone la llamada daily strip (‘tira diaria’), que ocupa uno de los fragmentos horizontales de una página de contenido heterogéneo y puede ser, dependiendo del género, una narración completa o serial. También había publicaciones de página completa los domingos, aunque los autores eran diferentes. Esto impuso una limitación espacial a diálogos y acción, perjudicando a los cómics más realistas, como Johnny Hazzard (1944) de Frank Robbins y Rip Kirby (1946) de Alex Raymond; en los años venideros las tiras más importantes adoptarían predominantemente protagonistas orientados a la infancia, aunque con una fuerte carga intelectual, como Nancy (1938) de Ernie Bushmiller, Barnaby (1942) de Crockett Johnson, Pogo (1948) de Walt Kelly, B.C. y Peanuts (1950) de Charles Schulz, con su mundialmente famoso Snoopy.

- En el comic book, se alcanzaba una gran variedad temática, triunfando los de ciencia ficción ("Planet Comic", desde 1940), crímenes (Crime Does Not Pay, desde 1942); funny animals (con el gran Carl Barks al frente), terror (Frankenstein Comics, 1945), romance (Young Romance, desde 1947) y westerns, destacando sobre todo los publicados por la empresa EC Comics, dirigida desde 1947 por Wiliam Gaines. En 1954, los ataques del psiquiatra Fredric Wertham y de un Subcomité del Senado para la Investigación de la Delincuencia Juvenil provocaron caídas generalizadas de ventas y la creación por parte de las editoriales supervivientes de The Comics Magazine Association of America, que instituyó el Comics Code Authority (en la práctica una forma de autocensura).[25]

Campañas similares contra la Historieta se producen en Holanda (1948), Alemania (1953) y Gran Bretaña, donde en 1955 el educador George Pumphrey y el Partido Comunista se escudarán no sólo en la defensa de la infancia, sino también de la cultura autóctona frente a la influencia estadounidense. También a nivel mundial, se afianza la TV, un medio de entretenimiento de fácil consumo y aparentemente gratuito que acabará por robar gran parte de su público a la Radio, el Cine y al Cómic. Sin embargo, estos son aún años de una gran expansión internacional para el medio, ya que las escuelas argentina, franco-belga y japonesa adquieren un gran desarrollo durante la postguerra, gracias a genios del calibre de Oesterheld, André Franquin y Osamu Tezuka, respectivamente.

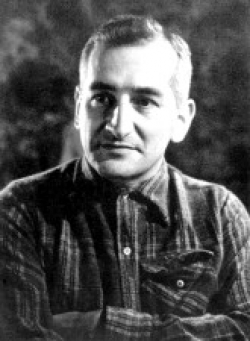
Oesterheld posa para la revista Hora Cero Semanal.

- En Argentina, destacan las revistas humorísticas Rico Tipo (1943) y Tía Vicenta (1957), así como el inicio de su propia tradición de historieta de aventuras, obra de Héctor Germán Oesterheld junto a dibujantes como Francisco Solano López (El Eternauta, su obra maestra, de 1957); Hugo Pratt (Sargento Kirk de 1952 o Ernie Pike de 1957), y Alberto Breccia (Mort Cinder, de 1962), aunque su mercado entra en crisis a partir de entonces.

- La historieta franco-belga, dividida generalmente en dos escuelas, la de Bruselas y la de Charleroi, aporta series como Blake y Mortimer (1946) de Edgar P. Jacobs, Lucky Luke (1946) de Morris, Jerry Spring  (1954) de Jijé, Tomás el Gafe (1957) de André Franquin o Los pitufos (1958) de Peyo. En 1959, los franceses Goscinny, Uderzo y Charlier, lanzan al mercado la revista Pilote después de varias tentativas para buscarse un hueco en el panorama de las publicaciones juveniles lideradas por Spirou y Tintín. Su éxito y el de su personaje estrella, Astérix el Galo, fue inmediato y la convirtió en la revista de referencia del cómic franco-belga.

- Desde Manga Shonen (1947), que fue la primera revista infantil dedicada en exclusiva al manga, Osamu Tezuka, impuso su esquema de largas epopeyas y diversificó su producción en múltiples géneros, amén de combinar un mayor dinamismo con abundantes efectos sonoros. Con un grafismo muy diferente, nada disneyano, encontramos a autores como Machiko Hasegawa, creadora de la tira Sazae-san (1946-74), Kon Shimizu o Shigeru Sugiura.

Finalmente, se renueva en Estados Unidos el interés por los comic-book de superhéroes gracias a títulos como La Liga de la Justicia (1960), Los Cuatro Fantásticos (1961) o El Hombre Araña (1962), muchos de ellos creados por Stan Lee/Jack Kirby. La revista MAD (1952) también se convierte en un éxito, pero en general puede decirse que "el grueso de la producción norteamericana, para la segunda mitad de los años sesenta, ha bajado de nivel y se halla por debajo de la producción francesa o italiana".

## Una nueva conciencia (1962-87)
A partir de 1962, se afianza una nueva conciencia del medio, sobre todo en Francia e Italia, de tal forma que los intelectuales ya no lo abordan desde una perspectiva propia de la Psicología social, sino desde la Estética y se crean instituciones para su estudio como el CELEG (Centre d’Etude des Littératures d’Expression Graphique), y el SOCERLID (Société d’Etudes et de Recherches des Littératures Dessinnées), que lanzan sus propias revistas. Se celebran también congresos italianos como los de Bordighera (1965) y Lucca (1966 ), así como una monumental exposición de historietas estadounidenses y francesas en el Museo de Artes Decorativas del Palacio del Louvre (1967) y una Bienal Mundial de la Historieta, en el Instituto Torcuato Di Tella (1968).
Muchas de las nuevas historietas están orientadas, además, hacia un público cada vez menos juvenil:
- Las heroínas fantaeróticas Barbarella (1962), Valentina (1965) o Jodelle (1966);
- El fumetto nero italiano que nació en 1962 con Diabolik;
- El nuevo western franco-belga representado por Blueberry (1963) y Comanche (1969);
- El relanzamiento del terror en EE. UU. por parte de la Warren con sus revistas Creepy (1964), Eerie (1966) y Vampirella (1969).
- El gekiga japonés, cuyo estilo se aleja del de Disney y trata nuevos temas como el horror, el erotismo, los yakuzas y los samuráis. Es el caso de Lobo solitario y su cachorro (1970)
- El cómic de superhéroes con fuertes temas sociales, como la reunión de Linterna Verde y Flecha Verde que Dennis O'Neil y Neal Adams realizaron en 1970.

Por su parte, los italianos Guido Crepax y, ya en los años 80, Milo Manara y Serpieri cultivan sin apenas disimulo el cómic erótico. Se experimenta también con la composición de la página , como hacen el propio Crepax o Jim Steranko. Surge también un importante movimiento contracultural, tanto en Estados Unidos como Japón, del que surgirían autores como Robert Crumb o Sanpei Shirato que en 1964 patrocinaría la única revista underground de la historia del manga, Garo. 
Aún se crean sin embargo series clásicas como Modesty Blaise (1963) de Peter O'Donnel/Jim Holdaway; Valerian, agente espacio-temporal (1967), de Christin/Mezières, o Corto Maltés (1967) de Hugo Pratt, mientras que otras como Mortadelo y Filemón de Francisco Ibáñez emprenden su etapa de mayor éxito. 

En el mayo de 1968, la revolución llega a la revista francesa Pilote: Los dibujantes jóvenes dan un auténtico golpe de Estado y consiguen hacer, de lo que era una publicación infantil, todo un cómic de vanguardia. En 1974, algunos de estos autores, como Moebius, deciden lanzar su propia revista de ciencia ficción que se llamará Métal Hurlant, que se convertirá en un modelo a seguir por europeas y estadounidenses. Una de estas revistas, la británica "2000 AD" (1977) será el caldo de cultivo de toda una hornada de nuevos autores británicos que a partir de 1982, vendrían a revitalizar el comic-book de superhéroes estadounidense con obras como "Watchmen" (1986), de Alan Moore/Dave Gibbons, junto a nativos como Frank Miller. 

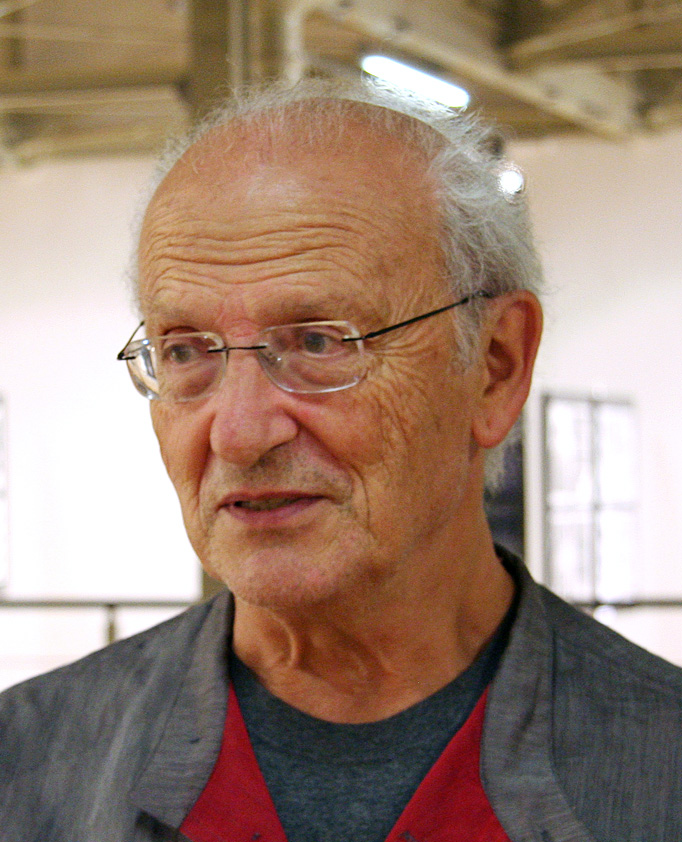
Jean Giraud en 2008.

Con retraso, se produce también un boom del cómic adulto en España que pronto pasa a estructurarse "por escuelas identificadas con las revistas Cairo, El Víbora y Madriz". En general, puede decirse que muchos autores buscan un lector más adulto, como los franceses Tardi o Lauzier, el español Carlos Giménez, el serbio Enki Bilal, el italiano Vittorio Giardino o los argentinos Carlos Sampayo/José Muñoz, dando lugar al fenómeno de la historieta de autor. En Estados Unidos, nacen las primeras editoriales independientes aprovechando la institución del sistema de venta directa a librerías (1976), un redivivo Will Eisner populariza el concepto de novela gráfica a partir de su Contrato con Dios (1978) y surgen autores alternativos como Dave Sim con Cerebus (1977), los hermanos Jaime, Gilbert y Mario Hernández de Love and Rockets (1981) y Stan Sakai con Usagi Yojimbo (1984). 
Y es que aunque la Historieta se desarrolla en otros ámbitos, como el mundo árabe y siguen produciéndose obras muy populares, como las del guionista Jean Van Hamme (Thorgal, 1977 y XIII, 1983) o Los pasajeros del viento (1980), de François Bourgeon, poco a poco va dejando de ser un medio masivo en la mayoría de los países, creándose formatos más caros, tales como álbumes o revistas de lujo. En Japón, en cambio, la editora Kōdansha ha cambiado con su revista Shōnen Magazine la pauta de periodicidad mensual a semanal, multiplicando la producción y reduciendo costes, y se atrae también a público femenino con obras como La Rosa de Versalles (1972) de Riyoko Ikeda o Candy Candy (1975-79) de Kyōko Mizuki/Yumiko Igarashi.

## La expansión delmanga(1988-presente)
En 1988, gracias al éxito de las versiones en dibujos animados de Akira (1982-93), de Katsuhiro Otomo y Dragon Ball (1984-95) de Akira Toriyama, la historieta japonesa empezó a difundirse internacionalmente. Al día de hoy, el manga se ha consolidado en la sociedad occidental, llegando a ser imitado por autores estadounidenses y europeos y dando lugar a movimientos como el amerimanga o la nouvelle manga. Historietistas japoneses, como Jirō Taniguchi, ganan prestigiosos premios internacionales y lo que es más importante, la población juvenil occidental ha vuelto a interesarse masivamente por el medio, como no ocurría en Europa desde la postguerra.

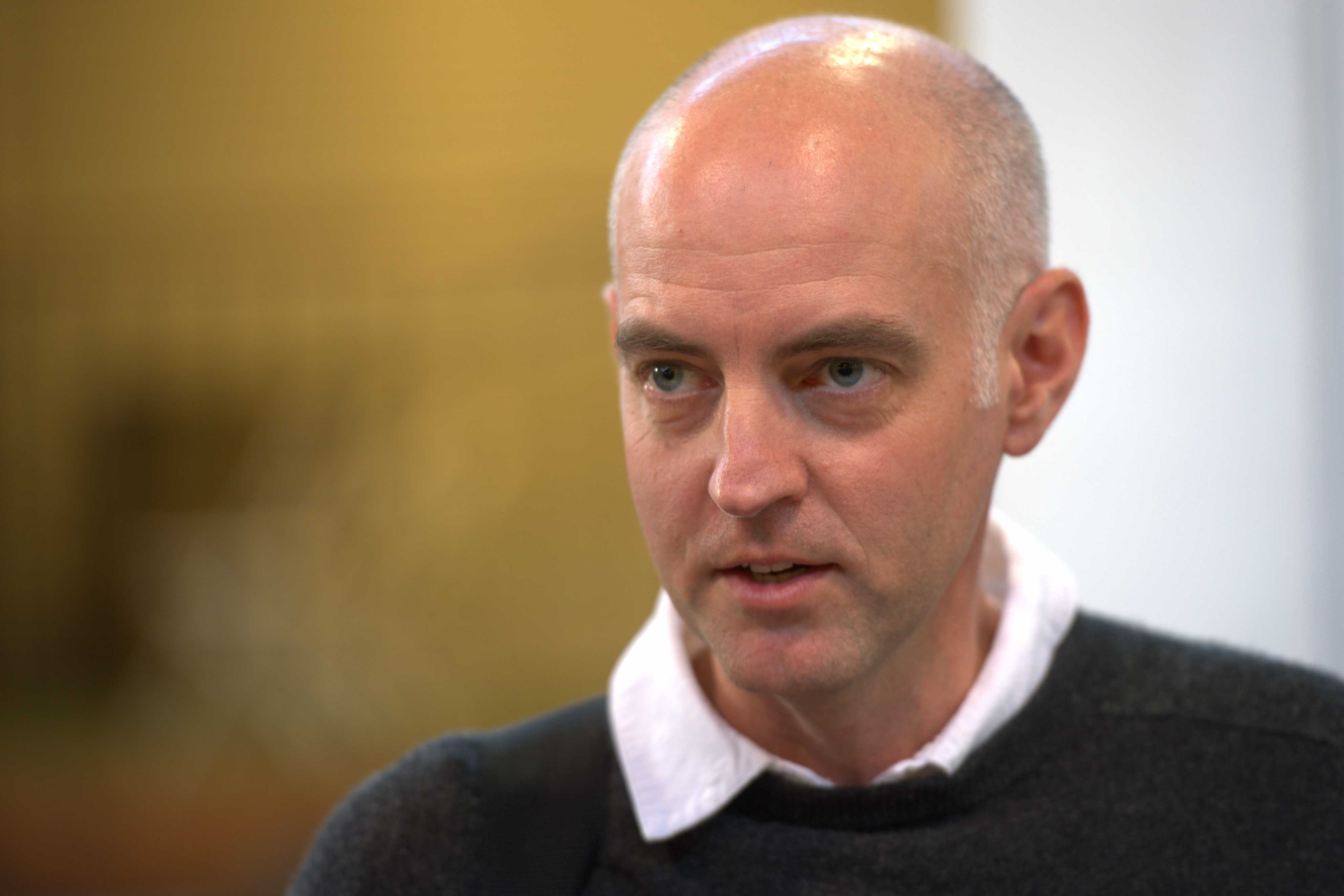
Daniel Clowes en 2010.

Por otra parte, son muchas las editoriales de Europa y Estados Unidos dedicadas al mercado de la Historieta, si bien las revistas y el comic book han ido perdiendo fuerza en favor del álbum y la novela gráfica. Del mismo modo, las experiencias de edición independiente de los 70 y 80 se transforman en un sólido sector del mercado, afianzándose editoriales como Fréon en Bélgica, Cockroach en China, Fantagraphics Books y Drawn and Quarterly en Estados Unidos, L'Association o Cornélius en Francia, Atrabile en Suiza, etc. 
Las obras de autores como los estadounidenses Peter Bagge, Daniel Clowes y Charles Burns, los franceses David B., Philipe Dupuy y Charles Berberian, la iraní Marjane Satrapi o la israelí Rutu Modan, que a menudo se autoeditan y tienden hacia el costumbrismo (incluso autobiográfico) o la historieta experimental, pronto empiezan a recibir premios como el Pulitzer otorgado al Maus de Art Spiegelman en 1992 e incluso a serializarse en suplementos tan prestigiosos como “The New York Times Magazine". Algunos de estos autores no pretenden alejarse del gran público ni de los géneros más clásicos. Un buen ejemplo sería La Mazmorra, de Trondheim y Sfar, que se inscribe dentro del subgénero de la fantasía heroica. Tampoco los artistas fundadores de Image Comics en 1992, con series como Spawn o The Maxx. Del mismo modo, la editorial DC Comics fundaría oficialmente la línea Vertigo en 1993 para acoger la obra de autores británicos como Neil Gaiman o Grant Morrison.
Otro destacado fenómeno de estas dos últimas décadas es la aparición de los webcómics gracias a la generalización de Internet, que han permitido el desarrollo de formatos específicos del espacio virtual (como el infinite canvas, ‘lienzo infinito’), además de una difusión más fácil de las historietas. Paradójicamente, ha sido el clásico formato de la tira de prensa el que se ha revelado como más idóneo para la pantalla. Entre las publicadas en prensa, destaca Calvin y Hobbes (1985) de Bill Watterson. El gran superventas del mercado francés también está protagonizado por un infante: Titeuf, cuyo álbum duodécimo, alcanza prácticamente medio millón de ejemplares vendidos en 2008.